# HD 130322 b
HD 130322 b는 처녀자리 방향으로 지구로부터 약 97 광년 떨어진 곳에 있는 외계 행성이다. 이 행성의 최소 질량은 목성보다 8퍼센트 정도 더 무겁다. 항성에서 매우 가까운 거리(태양~수성의 약 1/4 수준)를 돌고 있기 때문에 뜨거운 목성으로 분류할 수 있다. 궤도는 별과의 조석 고정 때문에 거의 원형으로 굳어졌다. 항성을 1회 도는 데에는 약 10.7일 걸린다.

## 참고 문헌
- Udry;  외. (2000). “The CORALIE survey for southern extra-solar planets II. The short-period planetary companions to HD 75289 and HD 130322”. 《Astronomy and Astrophysics》 (영어) 356: 590–598. 2012년 3월 28일에 원본 문서에서 보존된 문서. 2009년 6월 21일에 확인함.